# Parafia św. Mikołaja w Radczu
Parafia św. Mikołaja w Radczu – parafia rzymskokatolicka w Radczu.
Parafia erygowana w 1919 roku. Obecny kościół został wybudowany w latach 1890–1907 jako cerkiew prawosławna, wyświęcony powtórnie w 1918 roku (zrewindykowany na rzecz Kościoła katolickiego).
Zasięg parafii obejmuje tylko Radcze.